# Jartei csata
A jartei csata a portugál muskétások és az Ahmed Grán vezette törökök és adaliak közti csata Etiópiában, 1542. április 4-e és április 16-a között. A portugálok vezetője Cristovão da Gama volt, aki másodszor is legyőzte a pogány sereget (első csata baçentei volt).